# Schauma

Schauma (рус. Ша́ума) — торговая марка немецкой компании Schwarzkopf & Henkel, под которой выпускаются различные средства по уходу за волосами: шампуни, бальзамы, ополаскиватели. Наиболее популярная марка шампуней в Германии.

## Ассортимент
- Шампуни
- Бальзамы - ополаскиватели
- Питательные кремы

## История
- 1935 первый продукт под торговой маркой Schauma[1]
- В 1949 году компания Schwarzkopf выпускает порошковый и жидкий шампунь Schauma в тюбиках и коробках.
- В 1966 году упаковка Schauma меняется, приобретая современную каплевидную форму.
- В 1977 — появление шампуней с фруктовым ароматом.
- В 1987 — первая линия кондиционеров для волос.
- В 1996 появляется первый шампунь Schauma для детей.